# Monumento a Carlo Cottone
Il monumento a Carlo Cottone è una scultura realizzata da Domenico Costantino e situata a Palermo, nella centralissima Piazza Castelnuovo. Il monumento, il cui progetto fu elaborato da Giovan Battista Palazzotto, raffigura il padre della Costituzione siciliana del 1812, Carlo Cottone, Principe di Castelnuovo, a cui la piazza è intitolata.
Di fronte al monumento a Carlo Cottone, in direzione del Teatro Politeama, si erge il monumento a Ruggero Settimo, esecutore testamentario ed erede politico del Principe di Castelnuovo.

## Storia
Ammirato come il padre nobile del moderno costituzionalismo siciliano, Carlo Cottone fu una figura chiave della Sicilia ottocentesca. Arrestato e confinato a Favignana nel 1811 a causa di una protesta nei confronti di Ferdinando III di Sicilia, Cottone fu liberato per volere di William Bentinck a inizio 1812, divenendo ministro delle finanze di un nuovo governo liberale e figurando come il maggiore promotore della nuova Carta Costituzionale che abolì i privilegi feudali. Ritiratosi dalla vita politica dopo la soppressione della Costituzione da parte di Ferdinando III, Cottone si dedicò alla fondazione dell'Istituto Agrario di Villa Castelnuovo, portata a termine dal suo erede testamentario Ruggero Settimo.
L'idea di edificare un monumento a Carlo Cottone fu concepita nel 1868 da Francesco Paolo Perez, che pronuncerà il discorso inaugurale il 25 marzo 1873, in occasione del 25º anniversario dalla riapertura del Parlamento siciliano durante i Moti rivoluzionari del 1848. La progettazione fu affidata all'architetto Giovan Battista Palazzotto, mentre la statua marmorea fu scolpita da Domenico Costantino, allievo del più noto Valerio Villareale.

## Iscrizioni
Sul piedistallo della statua si trovano quattro targhe con le seguenti iscrizioni elaborate dallo scrittore Gaetano Daita:
XVIII LUGLIO MDCCCXI - ARRESTATO E TRASCINATO IN FAVIGNANA

XVIII LUGLIO MDCCCXII - MINISTRO AL PARLAMENTO DI SICILIA - RINUNCIA I PRIVILEGI FEUDALI

XIV LUGLIO MDCCCXXII - SUO TESTAMENTO - SFIDÒ L'ESECRATO TIRANNO - FONDÒ L'ISTITUTO AGRARIO - VISSE QUALE CATONE - MORÌ QUALE ATTICO»

## Galleria d'immagini

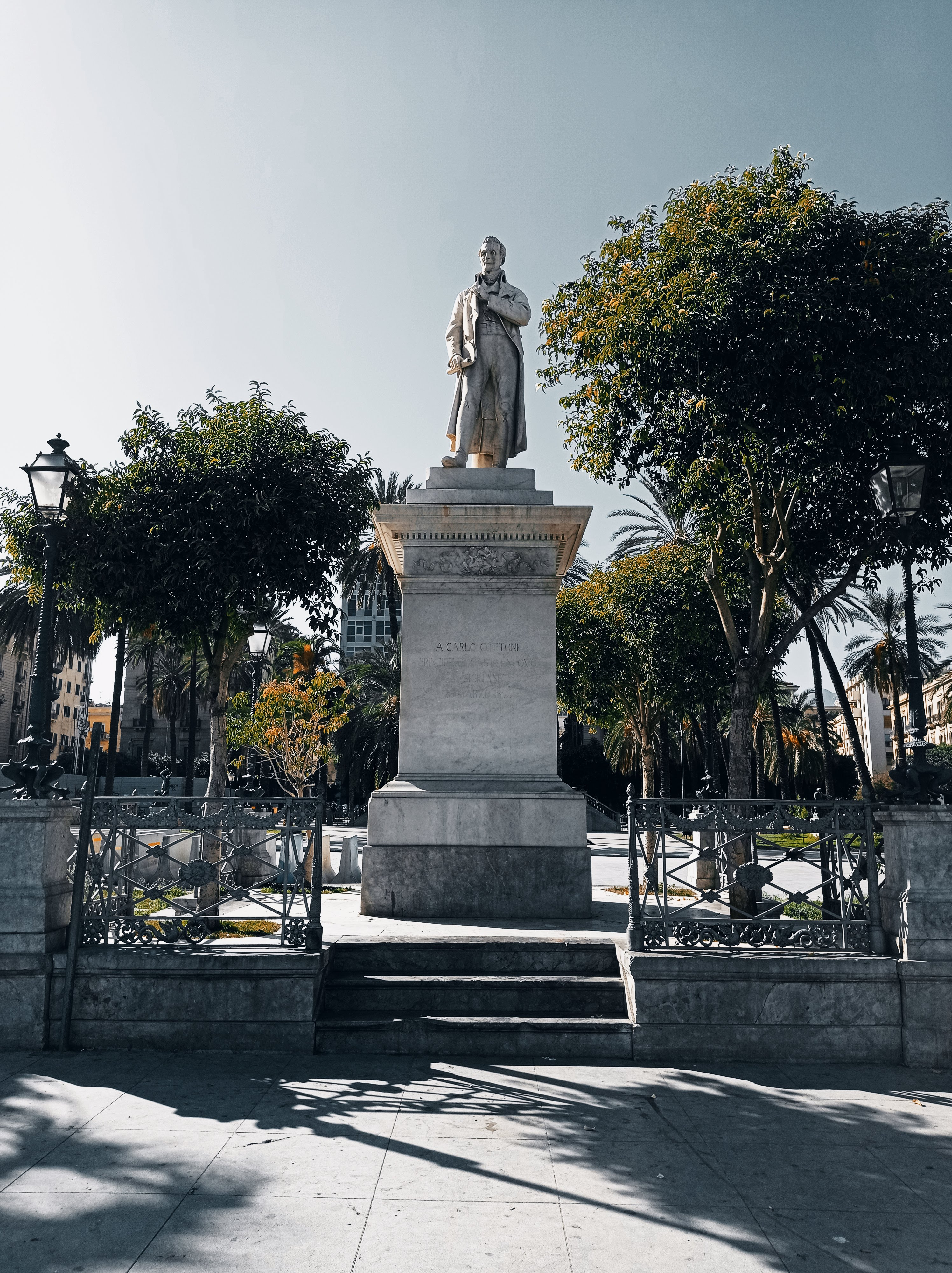
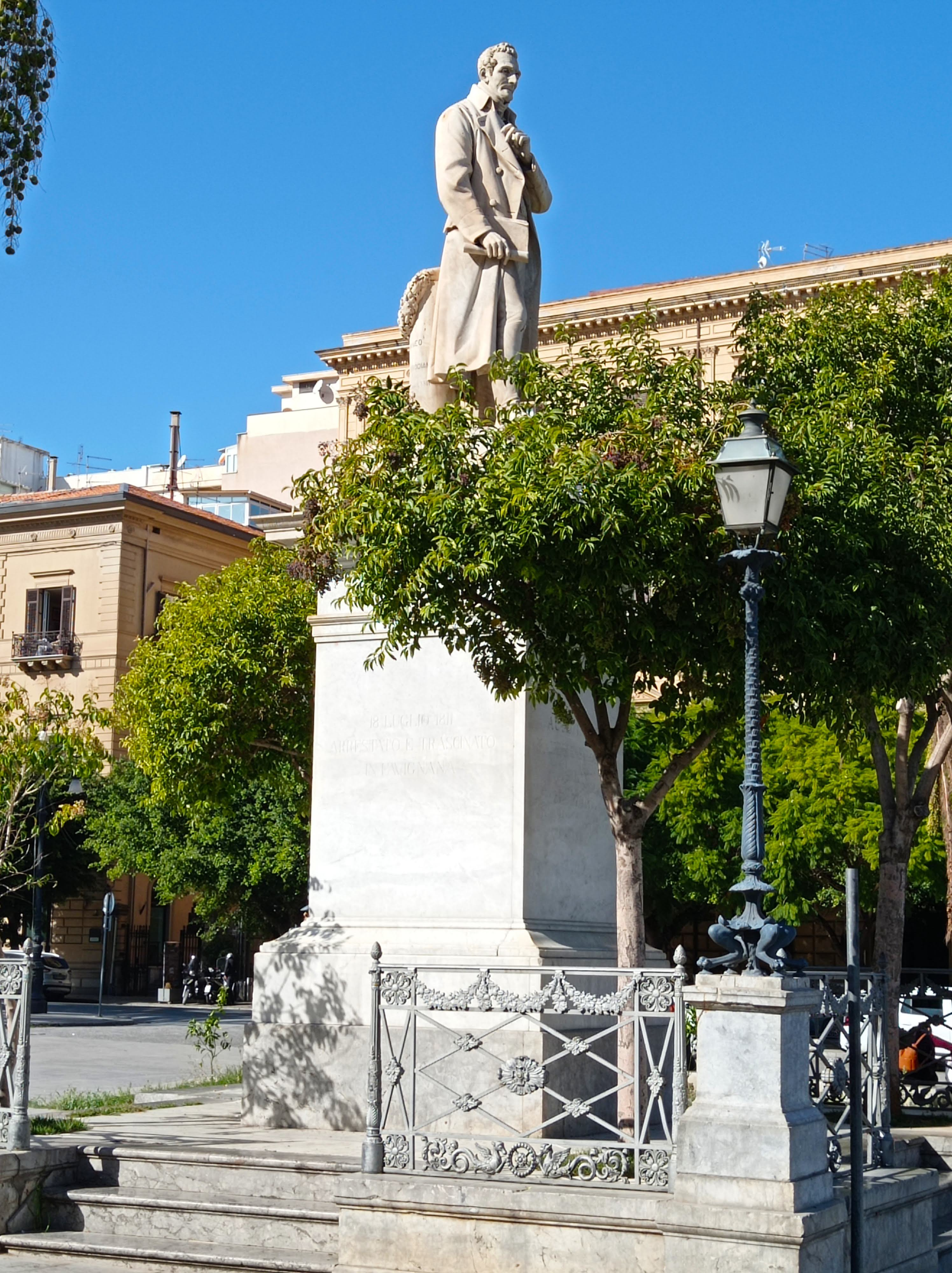
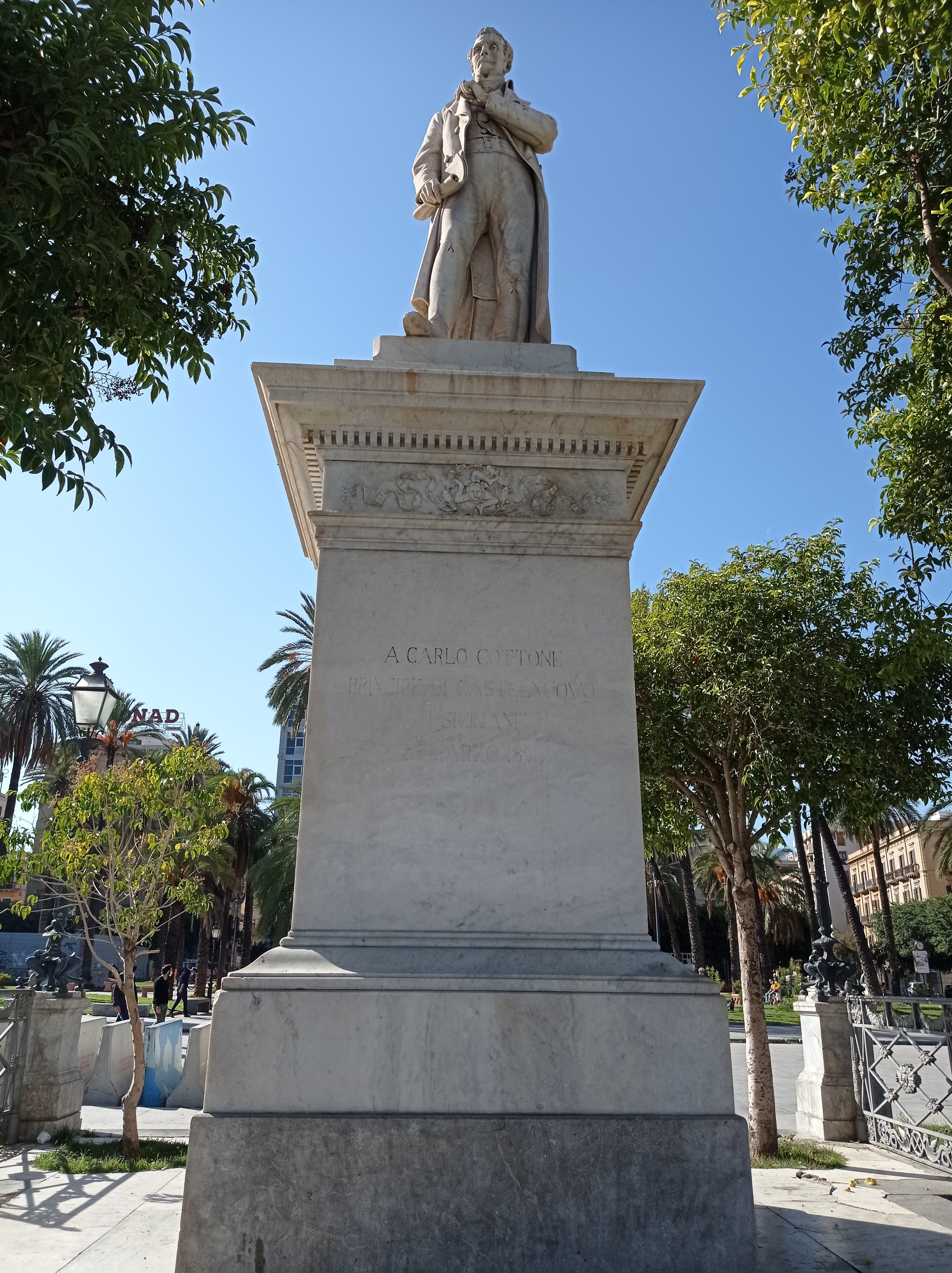